# Доисторическая Скандинавия
Доисторический период в истории Скандинавии охватывает время с момента появления первых людей на этой территории и до появления первых письменных памятников.

## Средний палеолит
Костные останки неандертальцев на территории Скандинавии не обнаружены; сделанные в начале XX века в пещерах находки якобы «мустьерских» каменных орудий подвергаются в настоящее время сомнению. После этого Скандинавия на длительное время скрылась под ледяным щитом.

## Верхний палеолит
Кроманьонцы появились в Скандинавии в конце последнего оледенения, примерно 13—14 тысяч лет назад. Это были носители Аренсбургской культуры, охотники-собиратели, обитавшие у самой кромки ледникового щита. В то время часть территории современной Швеции и Норвегии находилась под водой, а линия побережья существенно отличалась от современной. На территории Норвегии обитали носители культуры Бромме. Две указанных археологических культуры настолько похожи друг на друга, что ряд исследователей предлагал объединить их под названием «культура Люнгбю». Процесс таяния ледяного щита, начавшийся в конце верхнего палеолита, продолжается по настоящее время. Этот процесс оказал сильное влияние на ландшафт Скандинавии и особенности развития местных доисторических культур.
Около 10-8 тыс. до н. э. на месте бывшего Балтийского ледникового озера образовалось замкнутое Анциловое озеро.
Палеогенетикам удалось извлечь ДНК трёх человек, живших около 9880-9540 лет назад, из слюны, извлечённой из фрагментов дёгтя с мезолитической стоянки Хасеби-Клев (Huseby Klev) на западе Швеции. У всех трёх индивидуумов мтДНК принадлежала к гаплогруппе U5a2d[1].

## Мезолит

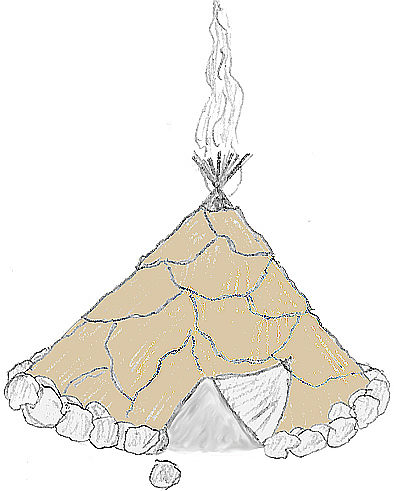
Мезолитическое жилище в Норвегии. Реконструкция

В результате таяния ледников Анциловое озеро соединяется с Атлантическим океаном; на его месте образуется меньшее по размеру Литориновое море, берега Скандинавии постепенно приближаются к современным очертаниям.
В 7 тысячелетии до н. э., когда северные олени и охотники на них мигрировали на север Скандинавии, её уже покрыли леса. В это время на территории Дании и юга Швеции развивается культура Маглемозе (7500—6000 г. до н. э.), а к северу от неё, в Норвегии и на большей части юга Швеции, развивается культура Фосна-Хенсбака, привязанная в основном к побережью лесной зоны и характеризующаяся использованием огня, лодок и каменных орудий, с помощью которых обитатели этих мест выживали в суровых условиях северной Европы.
Из раскопок в Мутале на восточном берегу озера Веттерн известны останки семи мужчин, живших в эпоху мезолита ∼8000 лет назад. Они имели митохондриальные гаплогруппы U2 и U5.
Люди культуры Маглемозе жили в лесу и на заболоченных территориях. Они использовали орудия для рыболовства и охоты, изготовленные из дерева, костей и кремнёвых микролитов. Характерными для культуры являются кремнёвые микролиты с острой кромкой, использовавшиеся в качестве наконечников копий и стрел. Начиная с 6000 года до н. э. микролиты встречаются всё реже, и начинается период перехода к культуре Конгемозе (приблизительно 6000—5200 лет до н. э.). Находки, связанные с культурой Конгемозе, характеризуются длинными кремнёвыми отщепами, использовавшимися для изготовления характерных ромбовидных наконечников стрел, скребков, свёрл, шил и зазубренных ножей.
Северные охотники-собиратели следовали за стадами животных и за миграцией лосося, переселяясь на юг зимой и на север летом.

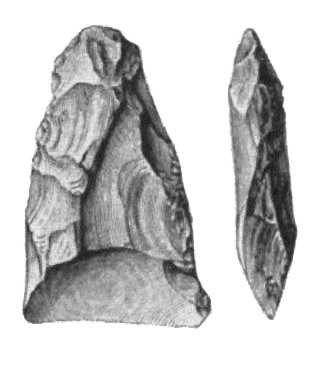
Каменный топор-отщеп, типичный для культуры Эртебёлле

В 6 тысячелетии до н. э. юг Скандинавии был покрыт густыми широколиственными и смешанными лесами. В этих лесах водились такие животные, как тур, зубр, лось и благородный олень. На них охотились люди культуры Конгемозе. Как и их предшественники, они охотились также на морских котиков и ловили рыбу. К северу от культуры Конгемозе, на юге Норвегии и Швеции, обитали другие охотники и собиратели, известные как культура Нёствет-Лихулт, потомки культуры Фосна-Хенсбака. В конце 6 тысячелетия, когда культуру Конгемозе сменила новая культура Эртебёлле на юге, культура Фосна-Хенсбака всё ещё была охотничьей.
Культура Эртебёлле (приблизительно 5300—3950 лет до н. э.) относится к концу мезолита. Её представители также занимались охотой и собирательством.

## Неолит и медно-каменный век
Переход к неолиту, начавшийся примерно в 5000 году до н. э., привёл к началу ряду технологических новшеств, как, например, появлению керамики. Поселения становятся постоянными, крупными, располагаются обычно в устьях рек.
Сельское хозяйство, в отличие от большей части Европы, появляется позже, чем керамика. Первые археологические признаки возделывания зерновых культур на юге Швеции датируются примерно 4000 годом до н. э. В этот период земледелие стремительно проникло на 500 км к северу до озера Меларен, после чего наблюдается 1500-летний период застоя и затем следующий период земледельческой экспансии после 2200 года до н. э.
В течение 5 тысячелетия до н. э. культура Эртебёлле заимствовала керамику от своего южного соседа — культуры линейно-ленточной керамики, которая к тому времени уже длительное время занималась земледелием и животноводством. Культуру Эртебёлле сменила культура воронковидных кубков (4000—2700 гг. до н. э.), появившаяся сначала в континентальной Европе и постепенно распространившаяся через территорию современного Уппланда. Эта культура сооружала мегалитические сооружения.
С другой стороны, племена, обитавшие вдоль побережья Свеаланда, Гёталанда, Аландских островов, на северо-востоке Дании и юге Норвегии, освоили новые технологии, в результате чего в этих местах возникла культура ямочной керамики (3200 — 2300 гг. до н. э.). Затем в середине 4 тысячелетия до н. э. вдоль восточного побережья Швеции возникла культура ямочно-гребенчатой керамики, в рамках которой произошло возвращение к охотничьей экономике (см. также Альвастра (свайный посёлок)).

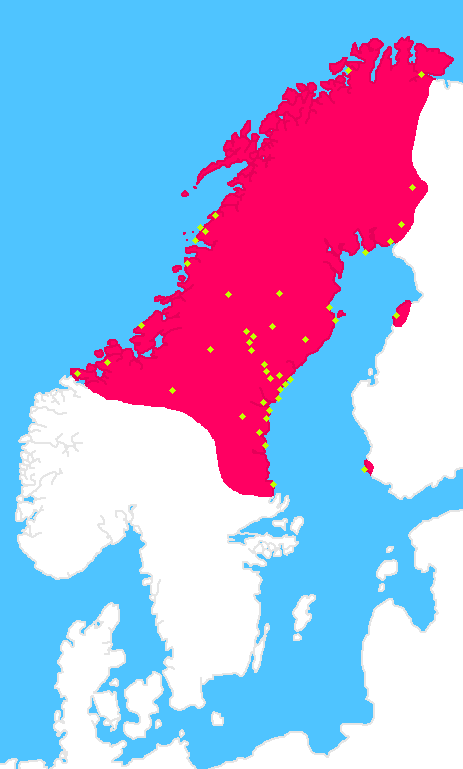
Распространение сланцевых ножей с головами животных в Фенноскандинавии

Ближе к концу 3 тысячелетия до н. э. культура воронковидных кубков и частично культура ямочной керамики исчезли под натиском пришельцев культуры боевых топоров, которых многие исследователи рассматривают как носителей ранних индоевропейских языков. Пришельцам удалось продвинуться в Скандинавию до Уппланда и Ослофьорда. Новая культура была индивидуалистичной и патриархальной, пастушеской; боевые топоры служили символом социального статуса. Вскоре, однако, появление металлообработки внесло новые тенденции в социальную жизнь, и наступила культура бронзового века.

## Бронзовый век

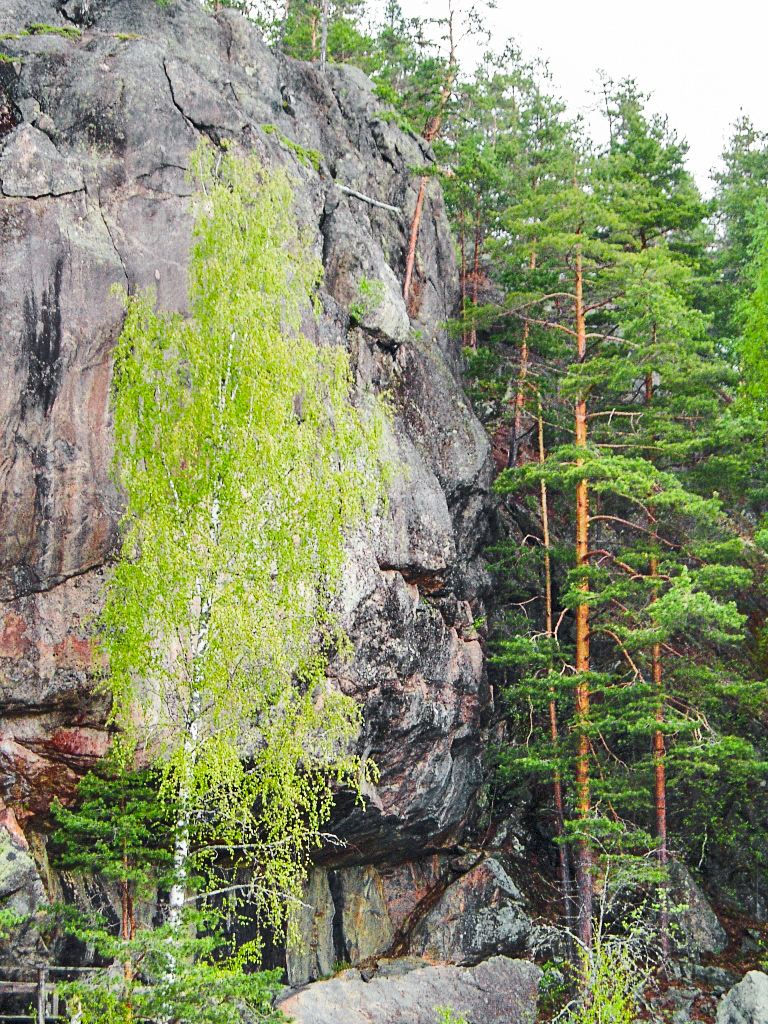
Крупнейшие и наиболее известные в Финляндии наскальные рисунки находятся на утёсе у озера Сайма в Астувансалми (петроглифы Астувансалми). Они были обнаружены в 1968 году и датируются приблизительно 2000 годом до н. э.

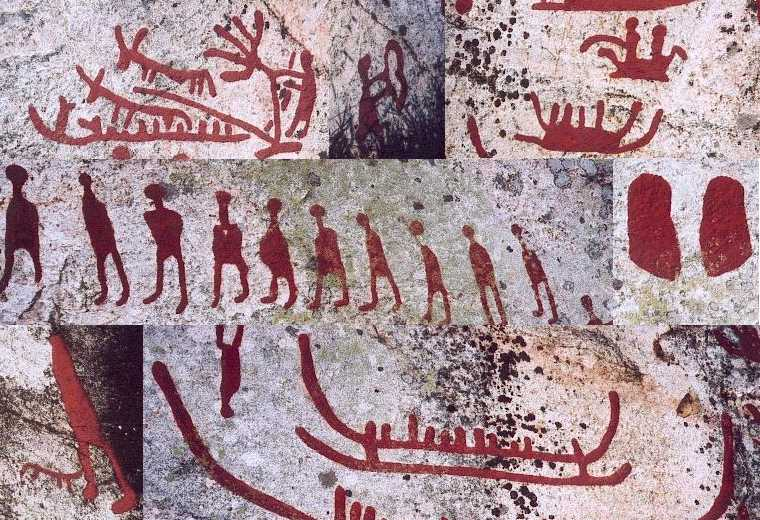
Петроглифы в, Вестманланд, Швеция. Коллаж

Примерно в 2800 году до н. э. вместе с культурой шнуровой керамики в Скандинавии появляется металлообработка. На большей части Скандинавии доминирует её региональный вариант, шведско-норвежская культура боевых топоров, представленная не менее чем 3000 захоронениями. От периода 2500—500 гг. до н. э. также сохранилось множество относительно хорошо сохранившихся наскальных изображений (петроглифов) в западной Швеции (особенно известны изображения из Танума) и в Норвегии (наскальные рисунки в Альте). Большинство петроглифов было создано в период 2300—500 гг. до н. э. Они изображают эпизоды, связанные с аграрным образом жизни, боевые действия, корабли, скот и т. д. В Бохуслене обнаружены петроглифы с изображениями на сексуальную тематику, они датируются приблизительно 800—500 гг. до н. э.
Протогерманская культура скандинавского бронзового века возникла приблизительно в 1800—500 гг. до н. э. на территории Дании, а также в южной части Швеции и Норвегии. Она создала бронзовое оружие, бронзовые и золотые ювелирные изделия, торговала янтарём с Центральной Европой и Средиземноморьем.
За ней последовали культуры доримского железного века (приблизительно с пятого по первый век до н. э.) и римского железного века (примерно с первого по четвёртый век нашей эры).

Изделия шведского бронзового века
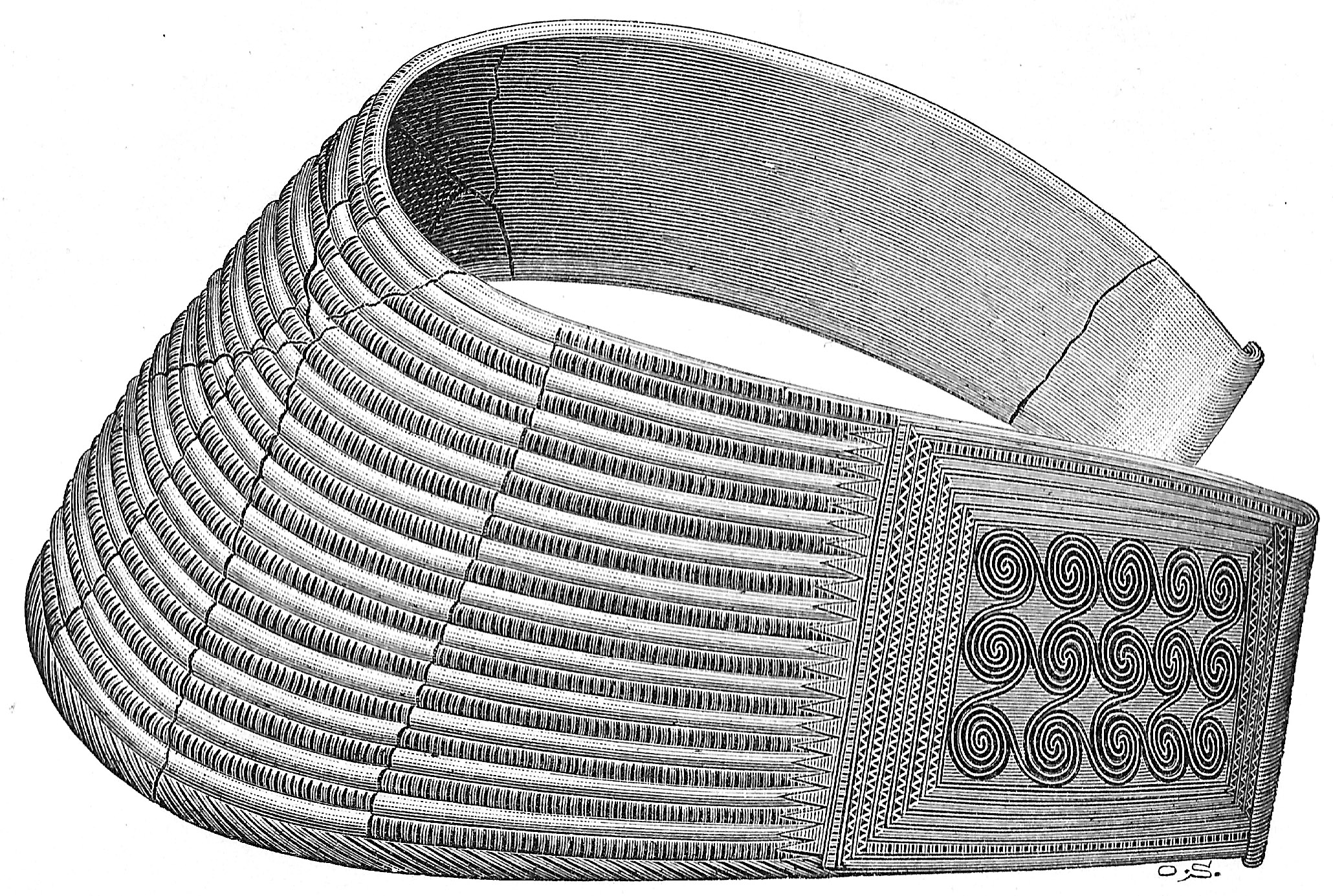
Бронзовое шейное украшение из Сконе
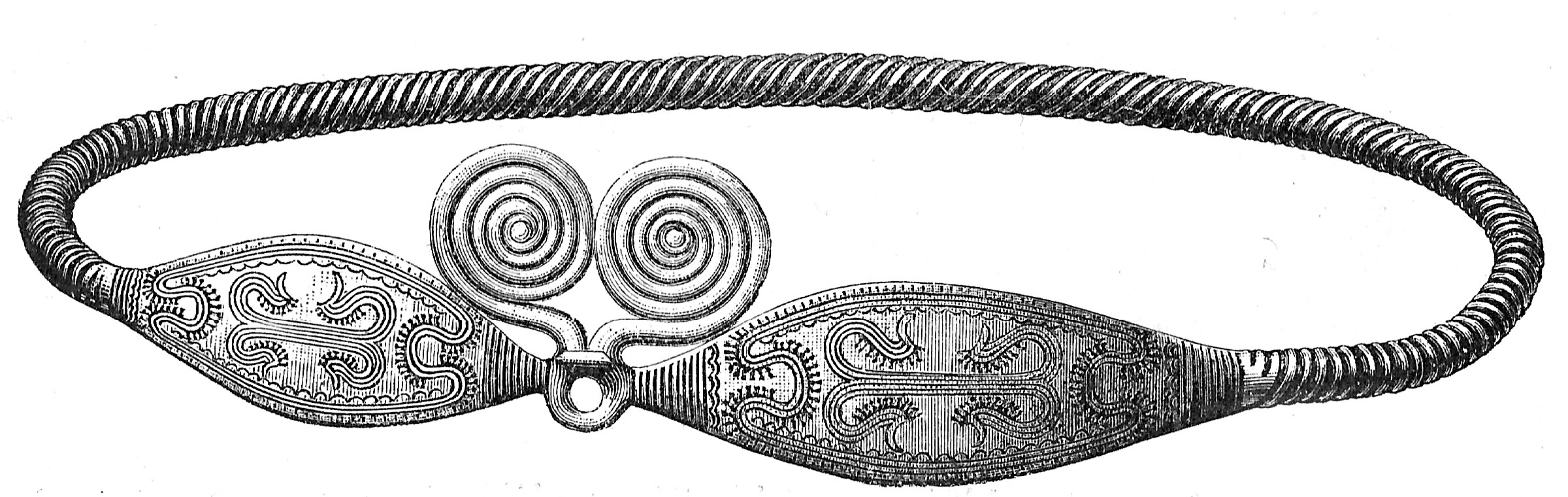
Бронзовое шейное кольцо из Вермланда
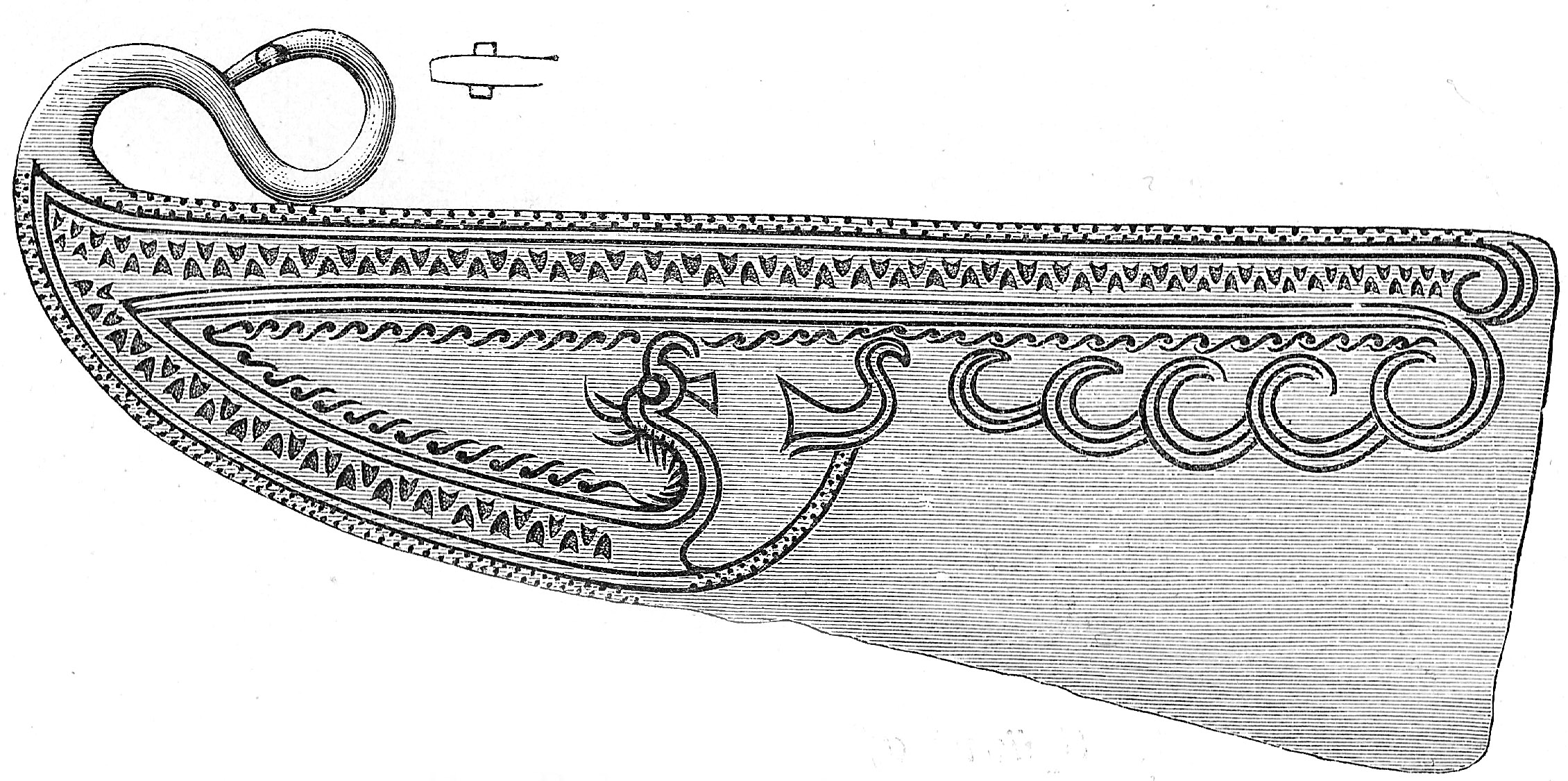
Бронзовая бритва из Сконе
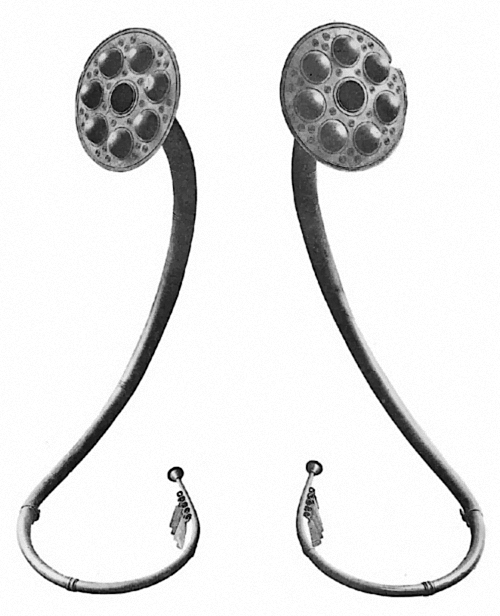
Парные луры (Дания)

## Железный век

### Римский железный век
Тацит писал примерно в 98 году н. э. о народе, который он называл Suiones, обитавшем на островах в море. Эти свионы имели корабли, отличавшиеся тем, что имели нос с обеих сторон (форма, характерная и для более поздних судов викингов). Название Suiones аналогично англосаксонскому Sweon, а страна этих людей называлась на англосаксонский манер Sweoland (страна свеев). В «Беовульфе» это племя также называется Sweoðeod, откуда и происходит современное название Швеции, а территория Швеции называлась в «Беовульфе» Sweorice («королевство свеев»).

### Вендельский период (550—793)
В VI веке н. э. остготский историк Иордан упоминал племя под названием Suehans, идентичное упоминаемым Тацитом Suiones. Также Иордан упоминал то же племя под другим названием, Suetidi, что аналогично древнему названию Швеции Svíþjóð, или, на древнеанглийском, Sweoðeod.
Ряд источников — такие, как «Беовульф», «Перечень Инглингов», «Сага об Инглингах», Саксон Грамматик и Historia Norwegiæ, упоминают несколько свейских королей, живших в 6 веке — таких, как Эдгильс, Охтере и Онела, а также ряд гутнийских королей. В историчности некоторых из них нет сомнений, несмотря на то, что источники приводят весьма противоречивые сведения, как, например, о смерти короля Оттара (см. мифические короли Швеции и полулегендарные короли Швеции).
В те времена короли были скорее военными предводителями, чем монархами в современном смысле, и на месте будущих Швеции, Норвегии и Дании существовало несколько мелких королевств, границы которых постоянно изменялись по мере того, как короли убивали друг друга и местные собрания утверждали победителей в качестве новых королей. События тех времён ярко переданы в Беовульфе (например, полу-легендарные шведско-гутнийские войны) и в скандинавских сагах. Постепенно, однако, свейские короли подчинили себе почти всю территорию современной Швеции, в том числе территории гутнийцев.